# SM UB-43
SM UB-43 – niemiecki okręt podwodny typu UB II zbudowany w stoczni AG Weser (Werk 245) w Bremie w roku 1916. Zwodowany 8 kwietnia 1916 roku, wszedł do służby w Kaiserliche Marine 24 kwietnia tego roku. W czasie swojej służby, SM UB-43 odbył 10 patroli, w czasie których zatopił 22 statki o łącznej pojemności 99 176 BRT, uszkodził jeden okręt o wyporności 7350 ton.

## Budowa
Okręt SM UB-43 był dwudziestym trzecim z typu UB II, który był następcą typu UB I. Był średnim jednokadłubowym okrętem przeznaczonym do działań przybrzeżnych, o prostej konstrukcji, długości 36,13 metra, wyporności w zanurzeniu 263 tony, zasięgu 6940 Mm przy prędkości 5 węzłów na powierzchni oraz 45 Mm przy prędkości 4 węzłów w zanurzeniu. W typie II poprawiono i zmodernizowano wiele rozwiązań, które były uważane za wadliwe w typie I. Zwiększono moc silników, pojedynczy wał zastąpiono dwoma.

## Służba

### Służba w Cesarskiej Marynarce Wojennej
24 kwietnia 1916 roku UB-43 służbę rozpoczął we Flotylli Pola (niem. Deutsche U-Halbflotille Pola).  W tym dniu dowódcą jednostki został mianowany kapitan (niem. Kapitänleutnant) Dietrich Niebuhr. Na stanowisku okrętu pozostawał do 28 sierpnia 1916 roku. W czasie jego służby UB-43 nie odniósł żadnego zwycięstwa. 29 sierpnia 1916 roku dowódcą okrętu został kapitan Hans von Mellenthin, który dowodził okrętem do 8 kwietnia 1917 roku. Pod jego dowództwem okręt zatopił 19 statków. Pierwszym był brytyjski parowiec „Italiana” o pojemności 2663 BRT. Zbudowany w Glasgow w 1898 roku statek płynął z ładunkiem siana do Salonik. W dniu 14 września 1916 roku został storpedowany 112 mil na wschód od Malty na pozycji 36°00′N 16°50′E/36,000000 16,833333. „Italiana” był najmniejszym z zatopionych przez UB-43 statków. Trzy dni później na południowy wschód od Malty UB-43 zatopił dwa statki brytyjskie. Pochodzący z 1913 roku statek towarowy o napędzie parowym „Dewa” o pojemności 3802 BRT, który płynął pod balastem z Tulonu do Port Saidu. W wyniku storpedowania przez UB-43 śmierć poniosło 3 marynarzy. Drugim, zbudowany rok później w Stockton „Lord Tredegar”, o pojemności 3856 BRT. Statek płynął z ładunkiem drobnicowym z Nowego Jorku do Bombaju, został zatopiony na pozycji 35°31′N 15°26′E/35,516667 15,433333. W wyniku zatonięcia statku zginęło 4 członków załogi. 10 października 1916 roku 70 mil od Matapan na pozycji 35°54′N 21°19′E/35,900000 21,316667 UB-43 zatopił należący do Anglo Saxon Petroleum tankowiec „Elax” o pojemności 3980 BRT. Trzy dni później 33 mile na południowy zachód od przylądka Matapan UB-43 zatopił brytyjski statek „Welsh Prince” (3856 BRT) płynący z ładunkiem drobnicowym z Kalkuty do Dundee.
W czasie kolejnego patrolu w listopadzie 1916 roku, w centralnej części Morza Śródziemnego UB-43 zatopił pięć statków. 3 listopada na pozycji 36°00′N 18°30′E/36,000000 18,500000 UB-43 zatopił brytyjski statek handlowy „Statesman” (6153 BRT). Statek przewoził ładunek drobnicowy z Liverpoolu do Kalkuty, 200 mil na wschód od Malty został storpedowany. W wyniku ataku śmierć poniosło 6 członków załogi. W następnym dniu w podobnej lokalizacji zatopione zostały dwa brytyjski parowce. Pierwszym był zbudowany w 1902 roku w stoczni W. Doxford & Sons w Sunderland „Clan Leslie” (3937 BRT). Statek przewożący ładunek drobnicowy z Bombaju do Londynu został storpedowany i zatopiony na pozycji 33°56′N 18°37′E/33,933333 18,616667. Śmierć poniosło trzech marynarzy. Drugim zatopionym w dniu 4 listopada 1916 roku statkiem był pochodzący z 1898 roku zbudowany w niemieckiej stoczni Flensburger Schiffsbau z Flensburgu parowiec „Huntsvale” (5398 BRT). Statek, który płynął pod balastem z Salonik do Algieru został storpedowany na pozycji 36°04′N 19°03′E/36,066667 19,050000. Śmierć poniosło siedmiu członków załogi. 6 listopada na pozycji 36°00′N 21°00′E/36,000000 21,000000 około 112 mil na południowy zachód od przylądka Matapan, UB-43 zatopił należący do Peninsular and Oriental Steam Navigation Company (P&O) transatlantyk RMS Arabia (7903 BRT). Statek został zbudowany w stoczni Caird & Company w Greenock w latach 1896-1898. Płynął z Sydney do Londynu z 437 pasażerami oraz 283 członkami załogi. Według różnych źródeł w wyniku ataku zginęło od 2 do 11 osób. Reszta została uratowana i przewieziona na Maltę oraz do Port Saidu. Ostatnim statkiem zatopionym w czasie tego patrolu był brytyjski parowiec „Kapunda” o pojemności 3383 BRT. Zbudowany w 1908 roku statek płynął z ładunkiem drobnicowym z Aleksandrii do Liverpoolu. Został zatopiony około 205 mil na południowy wschód do Malty. Nikt z załogi nie zginął.
W czasie grudniowego patrolu SM UB-43 zatopił trzy statki. 13 grudnia na pozycji 35°30′N 19°05′E/35,500000 19,083333 około 200 mil na południowy wschód od Malty został storpedowany i zatopiony brytyjski parowiec „Bretwalda” o pojemności 4037 BRT. Statek, który 30 sierpnia 1915 roku wszedł na minę postawioną przez SM UC-5 w estuarium Tamizy, został uszkodzony, a następnie po remoncie wrócił do służby, płynął z ładunkiem juty z Kalkuty do Boulogne-sur-Mer. 14 grudnia łupem UB-43 padły dwa brytyjskie statki. Pierwszym był zbudowany w 1895 roku w stoczni Harland & Wolff w Belfaście parowiec „Russian” 8825 BRT. Statek został storpedowany i zatonął około 210 mil na południowy wschód od Malty. W wyniku ataku śmierć poniosło 28 członków załogi. Drugim zbudowany w 1905 roku w Newcastle parowiec „Westminster” 4342 BRT. Statek płynął z Torre Annunziata do Adenu pod balastem. Został storpedowany i zatonął na pozycji 35°35′N 18°23′E/35,583333 18,383333, śmierć poniosło 15 osób.
W lutym 1917 roku UB-43 operował w rejonie Morza Śródziemnego na północ od wybrzeży Libii. W czasie tego patrolu zatopił cztery statki. 24 lutego 130 mil od Bengazi UB-43 zatopił należący do greckiego armatora A. Coulouras & K. Xenos parowiec „Miaoulis” (2918 BRT). Zbudowany w 1893 roku w stoczni J.L. Thompson & Sons w Sunderlandzie statek płynął z Aleksandrii i Oranu do Kingston upon Hull. Dwa dni później na pozycji 33°30′N 20°05′E/33,500000 20,083333 około 80 mil na wschód od Bengazi został zatopiony, pochodzący z 1899 roku parowiec „Clan Farquhar” (5858 BRT). Statek płynął z ładunkiem drobnicowym z Kalkuty do Londynu. W wyniku ataku śmierć poniosło 50 marynarzy. Trzecią jednostką zatopioną w lutym 1917 roku był statek towarowy „Brodmore” (4071 BRT). Należący do Brodmore SS. Co. Ltd., zbudowany w stoczni W. Gray & Co., Ltd. w West Hartlepool parowiec płynął z Majunga z ładunkiem mrożonego mięsa. Został zatopiony na pozycji 33°50′N 21°02′E/33,833333 21,033333 około 70 mil od wybrzeży Libii. Ostatnim czwartym statkiem był zbudowany w stoczni Wigham Richardson & Co. w Newcastle upon Tyne w 1889 roku parowiec „Shinsei Maru” (3060 BRT). Statek, który należał od 1912 roku do japońskiego armatora Hara Shinichi z Osaki, płynął z Cardiff do Port Saidu. Został zatopiony około 80 mil na północ od Bengazi. W czasie ostatniego patrolu pod dowództwem Hansa von Mellenthina na przełomie marca i kwietnia 1917 roku, okręt operował na obszarze Morza Jońskiego w trójkącie pomiędzy Maltą, Libią a Peloponezem. 26 marca 90 mil na północny wschód od Bengazi zatopił brytyjski statek towarowy „Ledbury” (3046 BRT), a 3 marca około 45 mil na południowy zachód od przylądka Matapan grecki parowiec „Vasilefs Constantinos” (4070 BRT).
9 kwietnia 1917 roku kapitana Hansa von Mellenthina na stanowisku dowódcy zstąpił porucznik Horst Obermüller, który jednostką dowodził do dnia 15 lipca 1917 roku. Pod jego dowództwem UB-43 zatopił trzy statki oraz uszkodził krążownik typu Edgar HMS „Grafton”. 1 maja 1917 roku 230 mil na południowy wschód od Malty UB-43 zatopił brytyjski tankowiec „British Sun” (5565 BRT). Statek został zbudowany w 1909 roku w stoczni Swan, Hunter & Wigham Richardson, w Newcastle upon Tyne. Płynął z Abadanu na Maltę z ładunkiem ropy. 7 maja na pozycji 35°42′N 22°57′E/35,700000 22,950000 storpedował i zatopił płynący z ładunkiem węgla, z Kingston upon Hull do Mudros na wyspie greckiej Limnos, parowiec „Repton” (2881 BRT). W wyniku ataku zginęło trzech marynarzy. Ostatnim statkiem zatopionym przez UB-43 był grecki parowiec „Dorothy” (4494 BRT). Zbudowany w 1914 roku w stoczni Short Bros. W Sunderland statek płynął z Karaczi do Neapolu z ładunkiem zboża.

### Służba w Cesarsko-Królewskiej Marynarce Wojennej
21 czerwca 1917 roku UB-43 oraz siostrzana jednostka UB-47 zostały sprzedane Kaiserliche und Königliche Kriegsmarine. SM UB-43 w służbie Cesarsko-Królewskiej Marynarki Wojennej został przemianowany na U-43 i operował na Morzu Śródziemnym oraz Adriatyku. W dniu 16 listopada 1917 roku U-43 pod dowództwem kapitana (niem. Linenschiffleutnant) Friedricha Schlosser, storpedował i uszkodził włoski parowiec „Orione” (4016 BRT). Schlosser dowodził okrętem do 13 stycznia 1918 roku. Kolejnym dowódcą jednostki został mianowany 7 lutego 1918 roku kapitan Eugen Hornyák, który dowodził okrętem do zakończenia działań wojennych.
Po ich zakończeniu okręt został przekazany jako reparacje wojenne Francji i zezłomowany w 1920 roku.